# NGC 5689
NGC 5689 (również PGC 52154 lub UGC 9399) – galaktyka spiralna z poprzeczką (SB0-a), znajdująca się w gwiazdozbiorze Wolarza. Odkrył ją William Herschel 12 maja 1787 roku.